# 강철 폭풍을 뚫고
강철 폭풍을 뚫고(독일어: In Stahlgewittern)는 제1차 세계대전에 참전했던 에른스트 윙어가 전쟁 당시 썼던 일기를 토대로 집필한 매우 사실적인 전쟁 소설이자 회고록이다. 작가의 데뷔작이자 대표작인 이 소설은 전쟁 문학으로서 에리히 마리아 레마르크의 《서부전선 이상 없다》의 문학적 성과를 훨씬 능가하는 작품으로 평가받을 뿐 아니라 앙드레 지드로부터 “의문의 여지없이 전쟁에 관한 최고의 책이다. 정직하고 참되고 믿음직하다”라는 극찬을 받았다. 윙어가 참전 때 찍은 사진 세 점을 실어 사실성을 더했다.

## 설명
《강철 폭풍을 뚫고》는 전쟁 기록 문학으로서, 작가 윙어 자신의 1915년 1월 1일부터 1918년 8월까지 독일군의 서부전선에서의 생생한 전쟁 체험들을 담은 사실적 소설이다. 윙어는 전쟁 중 무려 열네 번이나 심각한 부상을 당했으며 그로 인해 몸에 스무 개가 넘는 상흔을 입었다. 그렇게 여러 번 죽음의 고비를 넘기고서 결국 살아남아 세상에 내놓은 것이 바로 이 소설이다.
전쟁을 다루고 있음에도 이 소설은 반전 문학이라고도, 전쟁을 긍정하는 작품이라고도 할 수 없다. 다만 전쟁에서의 인간 양상을 예리하고 객관적인 시선으로 그리는 데 작가는 초점을 맞추고 있다. 작가는 1920년 이 책을 처음 내놓은 이후 수십 년에 걸쳐 무려 열한 번이나 개작했다. 이로 인해 총 일곱 개의 판본이 존재하는데, 1920년대 판본들에서는 윙어의 신민족주의적 경향이 나타나고 있다. 당시 윙어의 정치적 입장은 ‘혁명적 민족주의(revolutionärer Nationalismus)’에 속했다. 그 무렵 제1차 세계대전에서 전쟁을 체험했던 일군의 젊은이들은 급진적인 민족주의 이념을 표방했고, 바이마르공화국의 민주주의적 체제와 정치 질서를 비판하면서 독일이 더욱 강력한 민족주의 국가가 되기를 원했다. 이에 혁명적 민족주의자들의 급진적, 반체제적, 반민주주의적, 혁명 지향적인 입장은 나치즘의 출현을 사상적으로 준비했다는 비판을 피하기 어려웠다. 그러나 윙어는 이미 1930년 초부터 나치즘의 대중 선동 정책과 전체주의를 직시하면서 분명한 거리를 두기 시작했다. 이러한 신념의 변화가 작가 스스로《강철 폭풍을 뚫고》를 여러 차례 수정하게 한 동인의 하나로 작용했다. 초판 발행 이후 개작된 1930년대 판본들에서는 이전 판본에 있던 민족주의적 색채를 띤 부분들이 삭제되었으며, 본 서의 번역 저본으로 사용한 1961년도 판은 이념의 문제보다 문체의 수정에 더 집중하여 지나치게 잔혹한 전쟁 장면의 묘사를 완화하는 등 표현의 완성도를 높였다.
《강철 폭풍을 뚫고》에서 윙어는 전쟁을 마치 자연 현상처럼 냉철하게 관찰하고 서술한다. 책 제목에 ‘강철 폭풍(Stahlgewitter)’이라 한 것은 작가가 전쟁 역시 우주적 관점에서 보면 번개와 비바람, 폭풍을 동반한 일종의 자연 현상 같은 것이라고 여겼음을 드러낸다. 철저히 객관적인 서술 태도를 유지했기에 윙어는 자기 자신이나 동료의 부상과 고통에 대해까지도 특유의 무관심하거나 냉담한 태도를 숨기지 않았다. 이로써 처참한 전쟁 상황을 묘사함에도 역설적으로 유머가 드러나 보이는 것이 또한 이 소설의 특징이다. 작가는 유머와 잔혹을 혼합한 일종의 그로테스크 표현 기법을 의도적으로 채택하고 있다. 따라서 이 소설에는 비인간적인 전쟁 상황 속에서도 모험적이고 유희적인 즐거움을 얻으려 한 군인들의 모습까지 가감 없이 표현되어 있다.
이 소설을 제대로 이해하기 위해서는 중세 이후 독일어, 프랑스어, 이탈리아어 및 스페인어 문학, 그리스·로마 신화 및 《구약》과 《신약》에 대한 기본 지식 이상을 갖추어야 할 뿐 아니라, 유럽의 정치, 사회, 경제 상황에 대한 전문 지식 역시 필요하다. 공역자인 신혜양과 융크는 이 책의 번역을 위해 무려 10년의 세월을 바쳤다. 한 문장 한 문장 우리말로 옮기며 문장의 의미를 놓고 거듭 토론했으며 필요한 곳에 각주를 달아 독자들의 깊이 있는 이해를 도왔다.

## 같이 보기
- 서부 전선 이상 없다